# Ngữ tộc Môn-Khmer
Ngữ tộc Môn-Khmer, Môn-Mên hay Mồn-Mên là một nhóm ngôn ngữ Nam Á bản địa của Đông Dương và một phần Đông Nam Á. Theo truyền thống, chúng được coi là tạo thành một nhóm phát sinh loài hợp lệ trong họ Nam Á, mặc dù giả thuyết đó đã bị tranh cãi. Theo giả thuyết này, ngữ hệ Nam Á sẽ được chia thành hai nhánh hoặc đơn vị phát sinh loài: các ngôn ngữ Môn-Khmer và các ngôn ngữ Munda. Sau đó, người ta đề xuất rằng các ngôn ngữ Nam Á thực sự bao gồm ba nhánh: Mon-Khmer hạt nhân, Munda và Khasi-Khơ Mú.

## Phân loại
Phân loại trong bài này dựa trên bài viết của Gérard Diffloth năm 1974 trên Encyclopedia Britannica được nhiều người trích dẫn. Theo đó, ngữ tộc này được chia ra làm các nhánh sau đây:

### Đông
- Ba Na: bao gồm vào khoảng 30 ngôn ngữ tại Campuchia, Lào và Việt Nam với khoảng 700.000 người sử dụng.
- Cơ Tu (Ka Tu): bao gồm vào khoảng 14 ngôn ngữ tại miền trung Lào và Việt Nam, đông bắc Thái Lan. Có khoảng 1,3 triệu người sử dụng, điển hình là tiếng Cơ Tu.
- Khmer: bao gồm 1 ngôn ngữ phổ thông và nhiều phương ngữ tại Campuchia, đông bắc Thái Lan và miền Nam Việt Nam. Khoảng hơn 24 triệu người sử dụng.
- Nhánh Pear: bao gồm vài ngôn ngữ tại miền nam Campuchia, mặc dù một số nhà ngôn ngữ[2] nghi ngờ việc đưa các ngôn ngữ Pear vào gần với tiếng Khmer.
- Việt (hay Việt-Mường): bao gồm khoảng 15 ngôn ngữ tại Lào và Việt Nam, trong đó tiếng Việt là tiếng nói phổ biến nhất trong ngữ hệ Nam Á vì có khoảng hơn 90 triệu người dùng. Ngoài ra còn có các tiếng Mường, Thổ (Cuối), Arem...

### Bắc
- Khasi: bao gồm khoảng 3 ngôn ngữ tại Meghalaya, Ấn Độ.
- Khơ Mú: bao gồm khoảng 15 ngôn ngữ tại Lào, Thái Lan và Việt Nam.
- Tiếng Mảng tại Việt Nam và Trung Quốc.
- Nhánh Palaung: bao gồm khoảng 20 ngôn ngữ tại khu vực thượng lưu sông Salween, biên giới Myanmar và Trung Quốc, miền bắc Thái Lan.
- Palyu tại miền nam Trung Quốc,
- T'in tại tỉnh Nan, miền bắc Thái Lan[3]

### Nam
- Aslian: bao gồm vào khoảng 20 ngôn ngữ tại bán đảo Mã Lai, được tách ra thành 3 nhóm, Jahaic, Senoic và Semelaic.
- Môn: bao gồm 2 ngôn ngữ, một tại Thái Lan và một (tiếng Môn) tại Miến Điện. Khoảng 1 triệu người sử dụng.
- Nicobar: bao gồm các ngôn ngữ của quần đảo Nicobar nằm trong vịnh Bengal của Ấn Độ.

## Không phân loại
Ba ngôn ngữ tại miền nam Trung Quốc chưa được xếp loại.
- Tiếng Bpoos Cam
- Tiếng Khắc Miệt
- Tiếng Khoan

Tuy nhiên, phân chia này cũng chỉ là tương đối. Nhóm ngôn ngữ Việt (Việt-Mường) nhiều khi được cho vào Nhánh phía Bắc nhưng thường cũng hay được xếp riêng; nhiều nhà ngôn ngữ học lại cho nhánh Việt-Mường vào Nhánh phía Đông và xếp nhánh Pear ra một mình; nhiều người lại không công nhận sự hiện diện của Nhánh phía Nam.... Tóm lại, sự phân loại của nhóm ngôn ngữ này vẫn còn là đề tài cho các nhà ngôn ngữ học bàn cãi.